# Mythenteles coptopheles
Mythenteles coptopheles is een vliegensoort uit de familie van de Mythicomyiidae. De wetenschappelijke naam van de soort werd voor het eerst geldig gepubliceerd in 2003 door Evenhuis.